# 1000-km-Rennen von Mugello 1975

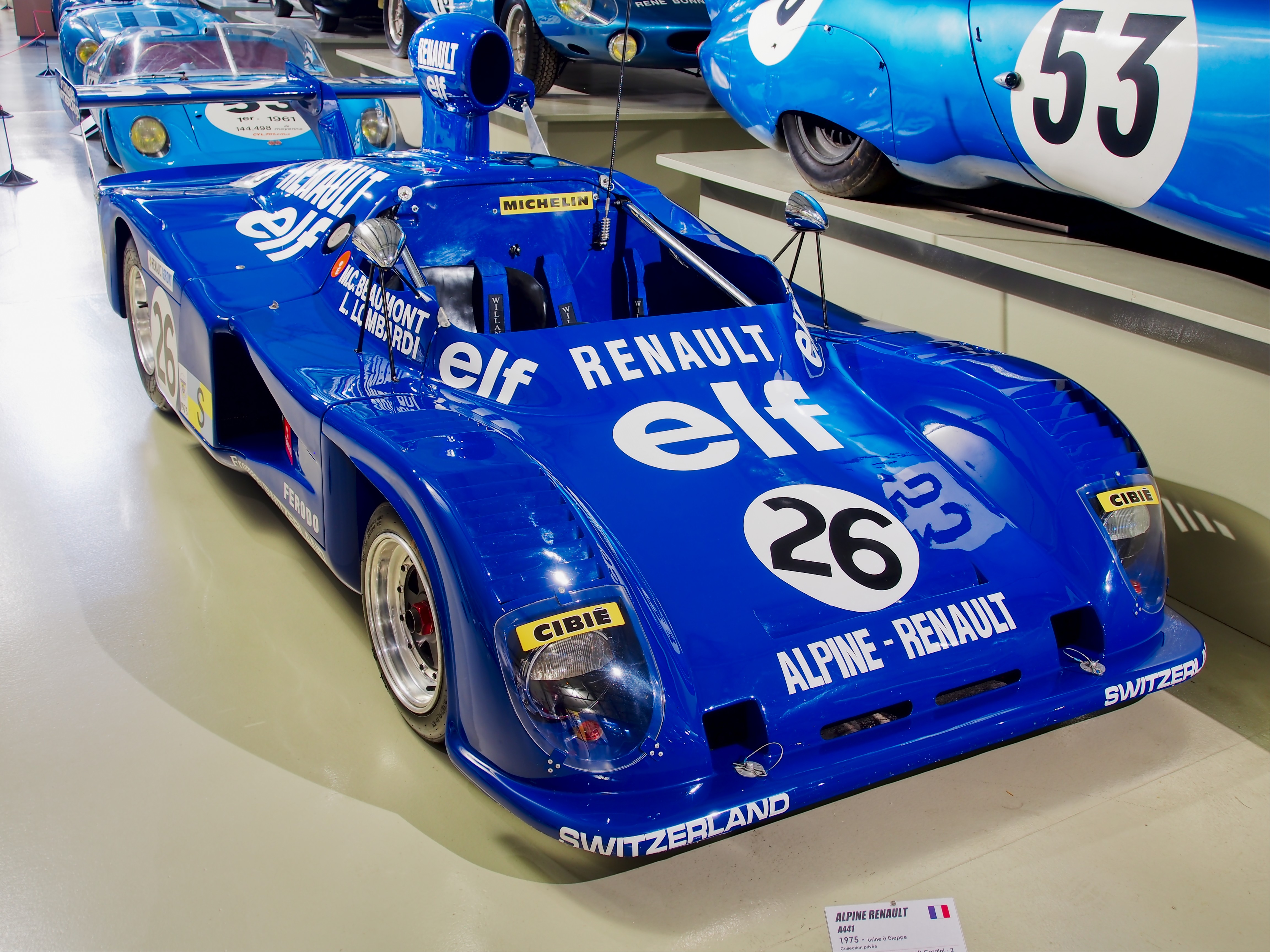
Alpine-Renault A441

Das 1000-km-Rennen von Mugello 1975, auch 1000 km Mugello, fand am 23. März auf dem Autodromo Internazionale del Mugello statt. Das Rennen war der zweite Wertungslauf der Sportwagen-Weltmeisterschaft dieses Jahres.

## Das Rennen
Das zweite Saisonrennen 1975 endete mit einer Überraschung durch den unerwarteten Gesamtsieg des neuen Alpine-Renault A441. Offiziell war die Distanz der Veranstaltung 1000 Kilometer, das Rennen wurde jedoch nach 150 Runden und 786 gefahrenen Kilometern beendet.
Das Team des ehemaligen deutschen Rennfahrers Willi Kauhsen hatte 1975 die Rennaktivitäten von Alfa Romeo übernommen. Kauhsen engagierte für sein Projekt erfahrene Sportwagenpiloten für beide gemeldeten Alfa Romeo T33/TT/12 CC. Henri Pescarolo war nach dem Ende der Sportwagenaktivitäten von Matra Sports vertragslos geworden und teilte sich das Cockpit des Wagens mit der Nummer 2 mit Derek Bell. Den zweiten Alfa fuhren Arturo Merzario und Jacky Ickx.
Ein Comeback in der Sportwagen-Weltmeisterschaft gab Alpine, nunmehr mit finanzieller Unterstützung von Renault. Der französische Automobilhersteller hatte 1973 die Aktienmehrheit bei Alpine übernommen. Der A441 wurde 1974 erfolgreich in der Sportwagen-Europameisterschaft eingesetzt. Alain Serpaggi gewann damit den Meistertitel. In Mugello kam der Wagen erstmals in der Weltmeisterschaft zum Einsatz. Als Partner von Jean-Pierre Jabouille bekam mit Gérard Larrousse ein weiterer ehemaliger Matra-Pilot einen neuen Arbeitsplatz. Einen zweiten A441 meldete die Schweizer Rennmannschaft Equipe Elf-Switzerland für Lella Lombardi und Marie-Claude Charmasson. Ein neues Team formierte sich um den Deutschen Hermann Dannesberger, der mit Finanzierung durch Martini & Rossi zwei Porsche 908/3-6 für Herbert Müller, Leo Kinnunen und Gijs van Lennep meldete.
Das Rennen endete mit dem ersten Meisterschaftssieg für einen Alpine seit dem Erfolg von Roger Delageneste im A210 beim 500-km-Rennen auf dem Nürburgring 1967. Im Ziel hatten Jabouille und Larrousse eine Runde Vorsprung auf den Alfa Romeo von Arturo Merzario und Jacky Ickx.

## Ergebnisse

### Schlussklassement
| 1               | S 3.0 | 5  | Elf-Alpine Renault        | Jean-Pierre Jabouille Gérard Larrousse             | Alpine-Renault A441     | 150 |
| 2               | S 3.0 | 1  | Willi Kauhsen Racing Team | Arturo Merzario Jacky Ickx                         | Alfa Romeo T33/TT/12 CC | 149 |
| 3               | S 3.0 | 6  | Dr. H. Dannesberger       | Herbert Müller Gijs van Lennep                     | Porsche 908/3-6         | 149 |
| 4               | S 3.0 | 2  | Willi Kauhsen Racing Team | Henri Pescarolo Derek Bell                         | Alfa Romeo T33/TT/12 CC | 148 |
| 5               | S 2.0 | 24 | KVG Racing                | John Hine Ian Grob                                 | Chevron B31             | 144 |
| 6               | S 2.0 | 8  | Equipe Elf-Switzerland    | Lella Lombardi Marie-Claude Charmasson             | Alpine-Renault A441     | 144 |
| 7               | S 3.0 | 3  | Equipe Gitanes – Ligier   | Jean-Pierre Beltoise Jean-Pierre Jarier            | Ligier JS2              | 139 |
| 8               | S 3.0 | 11 | Joest Racing              | Jürgen Barth Ernst Kraus Mario Casoni              | Porsche 908/3           | 139 |
| 9               | GT    | 44 | Gelo Racing Team          | Manfred Schurti Toine Hezemans John Fitzpatrick    | Porsche Carrera RSR     | 134 |
| 10              | GT    | 52 | Tebernum Porsche Racing   | Clemens Schickentanz Hartwig Bertrams Reine Wisell | Porsche Carrera RSR     | 134 |
| 11              | GT    | 45 | Gelo Racing Team          | John Fitzpatrick Toine Hezemans Manfred Schurti    | Porsche Carrera RSR     | 133 |
| 12              | GT    | 51 | Tebernum Porsche Racing   | Hartwig Bertrams Reine Wisell Clemens Schickentanz | Porsche Carrera RSR     | 131 |
| 13              | S 1.3 | 35 | Pasquale Anastasio        | Pasquale Anastasio Salvatore Pellegrino            | Chevron B23             | 129 |
| 14              | S 1.3 | 41 | Elcom Racing              | Claudio Francisci Roberto Marazzi Bruno Del Fante  | Chevron B23             | 125 |
| 15              | S 1.3 | 36 | Marco Crosina             | Duilio Truffo Marco Crosina                        | Osella PA3              | 124 |
| 16              | S 3.0 | 7  | Martini Racing Team       | Leo Kinnunen Herbert Müller Gijs van Lennep        | Porsche 908/3-6         | 120 |
| 17              | GT    | 49 | Achilli Motors            | Gabriele Gottifredi Giuseppe Schenetti             | De Tomaso Pantera       | 111 |
| Nicht klassiert |       |    |                           |                                                    |                         |     |
| 18              | S 1.3 | 42 | Blue                      | Piero Bongiovanni Marcello Gallo                   | Lola T290               |     |
| Ausgefallen     |       |    |                           |                                                    |                         |     |
| 19              | S 1.6 | 33 | Ermanno Pettiti           | Roby Filannino Ermanno Pettiti                     | Osella PA3              | 121 |
| 20              | S 2.0 | 25 | Pedro de Lamare           | Pedro de Lamare Antonio Neto                       | Lola T294               | 96  |
| 21              | S 3.0 | 9  | Joest Racing              | Reinhold Joest Mario Casoni                        | Porsche 908/3           | 38  |
| 22              | S 2.0 | 38 | Scuderia Vesuvio          | Cosimo Turizio Carlo Bilotti                       | Lola T294               | 19  |
| 23              | GT    | 54 | Porsche Club Romand       | Claude Haldi Jean-Claude Béring                    | Porsche Carrera RSR     | 17  |
| 24              | S 3.0 | 14 | Gelo Racing Team          | Jochen Mass Tim Schenken                           | Gulf Mirage GR7         |     |
| 25              | S 2.0 | 16 | Ateneo                    | Eugenio Renna Mario Savona                         | Chevron B26             |     |
| 26              | S 2.0 | 19 | Vittorio Mascari          | Vittorio Mascari Mario Facca                       | GRD S74                 |     |
| 27              | S 2.0 | 27 | Dario Cusani              | Dario Cusani Domenico Giannotti                    | Lola T294               |     |
| 28              | S 1.6 | 32 | Lorenzo Niccolini         | Gianfranco Trombetti Lorenzo Niccolini             | Osella PA3              |     |
| 29              | S 1.3 | 38 | Eris Tondelli             | Eris Tondelli Mauro Nesti                          | Chevron B31             |     |
| 30              | S 1.3 | 39 | Nettuno                   | Francesco Cerulli-Irelli Antonio Bramen            | AMS 274                 |     |
| 31              | GT    | 46 | Giorgio Schön             | Giorgio Schön Giovanni Borri Kemal Nuri Pelit      | Porsche Carrera RSR     |     |
| Nicht gestartet |       |    |                           |                                                    |                         |     |
| 32              | S 3.0 | 4  | Equipe Gitanes – Ligier   | Jean-Louis Lafosse François Migault                | Ligier JS2              | 1   |
| 33              | S 3.0 | T  | Willi Kauhsen Racing Team | Henri Pescarolo Derek Bell                         | Alfa Romeo T33/TT/12    | 2   |

1 Ölleck im Training
2 Trainingswagen

### Nur in der Meldeliste
Hier finden sich Teams, Fahrer und Fahrzeuge, die ursprünglich für das Rennen gemeldet waren, aber aus den unterschiedlichsten Gründen daran nicht teilnahmen.
| Pos. | Klasse | Nr. | Team                   | Fahrer                                 | Chassis             |
| ---- | ------ | --- | ---------------------- | -------------------------------------- | ------------------- |
| 34   | S 3.0  | 12  | Nettuno                | Mauro Nesti Eris Tondelli              | Chevron B26         |
| 35   | S 3.0  | 15  | Elf-Alpine Renault     | Gérard Larrousse Jean-Pierre Jabouille | Alpine-Renault A442 |
| 36   | S 2.0  | 18  | Citte dei Mille        | Tarcisio Fornera Romeo Camathias       | March 75S           |
| 37   | S 2.0  | 19  | Vittorio Mascari       | Vittorio Mascari Mario Facca           | Porsche 906         |
| 38   | S 2.0  | 21  | Nord-Ovest             | Pasquale Anastasio                     | Chevron B26         |
| 39   | S 2.0  | 22  | Nord-Ovest             | Gianfranco Trombetti                   | Osella PA3          |
| 40   | S 2.0  | 23  | Nord-Ovest             | Achille Soria                          | Abarth-Osella PA2   |
| 41   | S 2.0  | 25  | Pedro de Lamare        | Pedro de Lamare Antonio Neto           | March 75S           |
| 42   | S 2.0  | 26  | Scuderia Brescia Corse | Marsilio Pasotti Gianfranco Palazzoli  | Osella PA3          |
| 43   | S 2.0  | 29  | Vesuvio                | Domenico Giannotti Vittorio Maione     | Lola T294           |
| 44   | S 2.0  | 31  | March                  | John Lepp José Uriarte                 | March 75S           |
| 45   | S 1.3  | 37  | WS                     | Aldo Crovella                          | Osella PA3          |
| 46   | GT     | 44  | Scuderia Brescia Corse | Franco Berruto Mario Ilotte            | Porsche Carrera     |
| 47   | GT     | 47  | Jolly Club             | Giorgio Schön Giovanni Borri           | Lancia Stratos      |
| 48   | GT     | 48  | Jolly Club             | Cristiano Del Balzo                    | Lancia Stratos      |
| 49   | GT     | 53  | Vittorio Benvenuti     | Vittorio Benvenuti                     | Porsche Carrera     |
| 50   | GT     | 56  | Marco Vanoli           | Marco Vanoli Angelo Pallavicini        | Porsche Carrera     |
| 51   | GT     | 55  | Ennio Bonomelli        | Ennio Bonomelli John Rulon-Miller      | Porsche Carrera RSR |

### Klassensieger
| Klasse | Fahrer                  | Fahrer               | Fahrer           | Fahrzeug            | Platzierung im Gesamtklassement |
| ------ | ----------------------- | -------------------- | ---------------- | ------------------- | ------------------------------- |
| S 3.0  | Jean-Pierre Jabouille   | Gérard Larrousse     |                  | Alpine-Renault A441 | Gesamtsieg                      |
| S 2.0  | John Hine               | Ian Grob             |                  | Chevron B31         | Rang 5                          |
| S 1.6  | kein Teilnehmer im Ziel |                      |                  |                     |                                 |
| S 1.3  | Pasquale Anastasio      | Salvatore Pellegrino |                  | Chevron B23         | Rang 13                         |
| GT     | Manfred Schurti         | Toine Hezemans       | John Fitzpatrick | Porsche Carrera RSR | Rang 9                          |

### Renndaten
- Gemeldet: 51
- Gestartet: 31
- Gewertet: 17
- Rennklassen: 5
- Zuschauer: unbekannt
- Wetter am Renntag: kühl und trocken
- Streckenlänge: 5,245 km
- Fahrzeit des Siegerteams: 4:47:34,700 Stunden
- Gesamtrunden des Siegerteams: 150
- Gesamtdistanz des Siegerteams: 786,750 km
- Siegerschnitt: 164,147 km/h
- Pole Position: Arturo Merzario – Alfa Romeo T33/TT/12 CC (#01) – 1:48,830 = 173,500 km/h
- Schnellste Rennrunde: Jean-Pierre Jabouille – Alpine-Renault A441 (#5) – 1:49,080 = 171,967 km/h
- Rennserie: 2. Lauf zur Sportwagen-Weltmeisterschaft 1975